# Invasão
Uma invasão consiste de uma ação militar em que forças armadas de uma entidade geopolítica, entram em território controlado por outra entidade, geralmente com objetivos de conquista territorial ou de alterar o governo estabelecido na região. Uma invasão pode ser a causa de uma guerra como também pode ser parte de uma estratégia maior para acabar com uma guerra, ou pode constituir uma guerra em si.
Substancial; porque os objetivos de uma invasão são frequentemente de longa escala e em longo prazo, devido a isso uma força considerável é necessária para manter o território, e proteger os interesses da entidade invasora. Logo, ações de pequena escala que envolvem cruzar fronteiras de outros poderes, como infiltrações, guerra de guerrilha e incursões não são normalmente considerados invasões. Já que uma invasão é, por definição, um ataque de forças exteriores; rebeliões, guerras civis, golpes de estado, atos de domicílio ou outros atos de opressão, não são considerados invasões.

## História
Evidências arqueológicas indicam que invasões eram frequentes desde a pré-história. Na Antiguidade, antes da comunicação a rádio e de transportes rápidos, a única maneira de assegurar reforços adequados era a movimentação dos exércitos como uma única massa de tropas. Esse ato, por suas características, levou ao surgimento da estratégia de invasão. Com invasões vieram as trocas culturais na administração governamental, religião, filosofia, e tecnologia que forjaram o desenvolvimento da maior parte do mundo antigo.

## Defesas

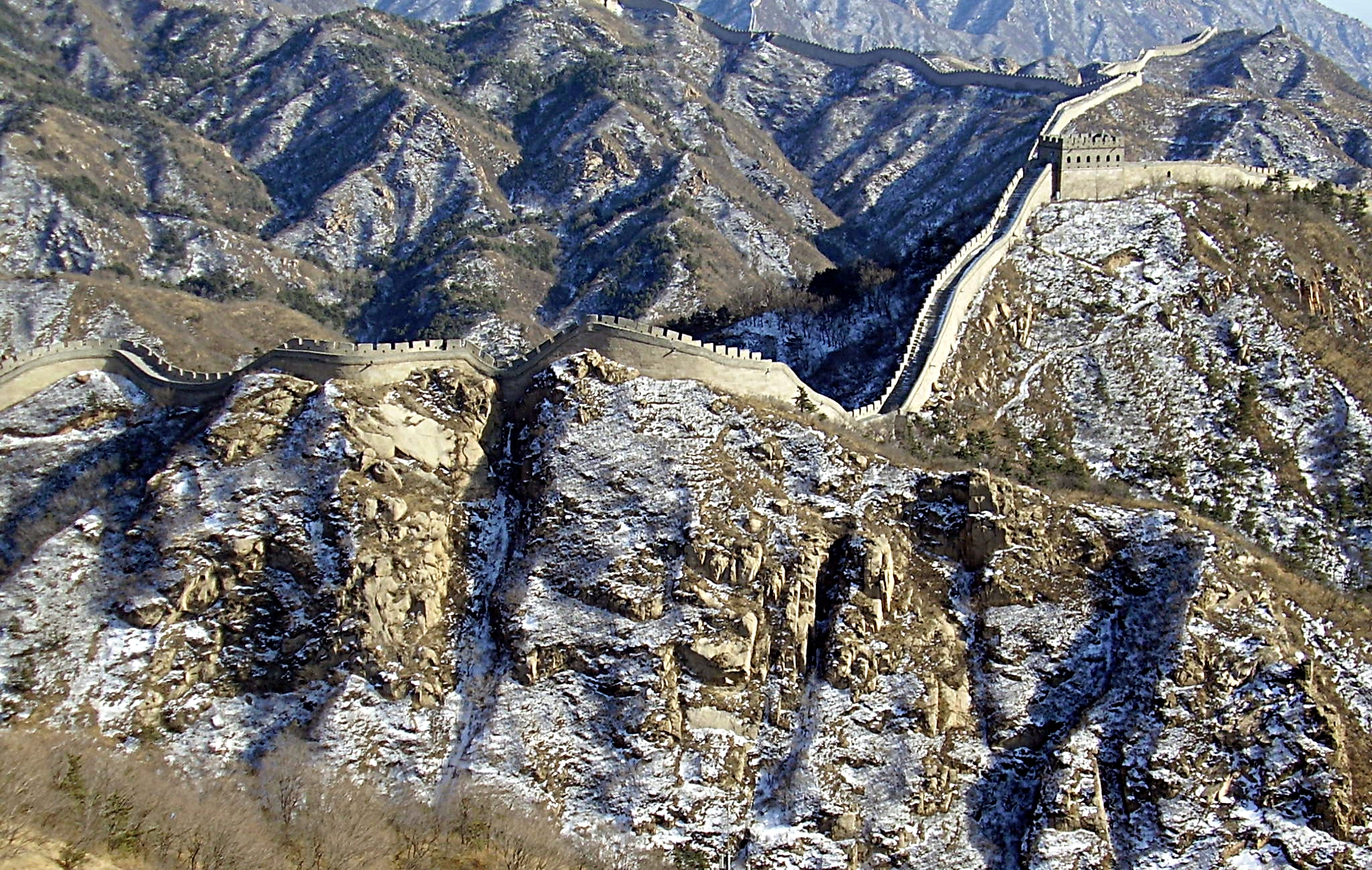
A Grande Muralha da China, no inverno, em Pequim

Estados com vizinhos potencialmente hostis tipicamente adotam medidas defensivas para atrasar ou prevenir uma invasão. Em adição ao uso de barreiras geográficas como rios, pântanos, ou terreno irregular, medidas de defesa incluem também, historicamente, o uso de fortificações. A defesa pode ter a intenção de prevenir ativamente qualquer força invasora de entrar no país por meios de uma barreira extensa e bem defendida; a Muralha de Adriano, a Grande Muralha da China, e o Danevirke são exemplos famosos. Tais barreiras também incluem o uso linhas de trincheiras e, na era moderna, campos minados, câmeras e sensores de detecção de movimento. Entretanto, essas barreiras podem necessitar de uma grande força militar para prover a defesa, e para manter os equipamentos e posições, o que pode impor um grande fardo econômico ao país que o mentem. Algumas dessas técnicas podem ser usadas contra os defensores, os impedindo de fugir ou de reabastecer tropas de defesa. Durante a Operação Inanição, Forças Aliadas usaram minas lançadas de aviões para romper severamente as operações logísticas japonesas dentro de suas próprias fronteiras.
Alternativamente, fortificações podem ser construídas em linha, por uma série de localidades, como castelos ou fortes posicionados próximos à fronteira. Essas construções têm o propósito de atrasar uma invasão tempo suficiente para a nação atacada mobilizar um exército com tamanho suficiente para a defesa ou, em alguns casos, para realizar uma contra-invasão - um exemplo é a Linha Maginot. Fortes podem ser posicionados de uma maneira que suas guarnições possam interditar as rotas de suprimento de tropas invasoras. A Teoria por trás da construção de vários fortes em linha e espaçados uns dos outros é a de que o invasor não possa se dar ao luxo de contornar essas defesas, e por isso tenha que sitiá-las, atrasando a invasão.
Em tempos modernos, a noção de construir defesas de larga escala e estáticas para combater ameaças por terra se tornou em maior parte um conceito obsoleto. O uso de campanhas aéreas de precisão e mecanização em larga escala criaram defesas moveis e mais ágeis, defesas desejáveis aos estrategistas militares. Nações se defendendo contra invasões modernas normalmente usam grandes centros populacionais (cidades) como pontos de defesa. O invasor então precisa capturar esses pontos para assim destruir a capacidade do defensor de empreender guerra. Já o defensor usa divisões moveis de blindados e infantaria para proteger esses pontos, mas os defensores têm a capacidade de se mover e recuar. Um exemplo proeminente do uso de cidades como fortificações pode ser visto na resistência do Exército do Iraque na invasão do Iraque de 2003 em Bagdá, Ticrite e Baçorá em um grande combate na Segunda Guerra do Golfo. Um defensor também pode usar unidade moveis para iniciar uma contra ofensiva como o Exército Vermelho Soviético fez na Batalha de Kursk ou a Aliança do Norte no Afeganistão.
Entretanto, posições estáticas ainda são úteis tanto para defesas contra-ataques navais como contra-ataques aéreos. O uso de minas navais ainda é um método eficiente e barato de defender portos e cortar rotas de suprimento. Sistemas de defesa aérea em larga escala que combinam armas antiaéreas com lançadores de mísseis ainda são a melhor maneira de defender-se contra-ataques aéreos. Tais sistemas foram usados efetivamente pelos Vietname do Norte ao redor de Hanói. Os Estados Unidos também investiu tempo e dinheiro na construção de um sistema de Defesa Nacional de Mísseis, uma rede de defesa estática com o objetivo de interceptar mísseis balísticos intercontinentais nucleares.
Nações ilhas, como o Reino Unido e o Japão, e Estados continentais como uma costa extensa, como o Estados Unidos, tem utilizado uma presença naval significativa para impedir uma invasão em seu país, ao invés de fortificar suas fronteiras. Uma defesa naval de sucesso, entretanto, normalmente requer uma preponderância de poder naval e a habilidade de sustentar e servir a força defensiva.
Em nações particularmente grandes, as forças de defesa podem também recuar, atraindo os invasores cada vez mais, dentro de território hostil para assim facilitar um contra-ataque. Um efeito dessa tática é que as forças invasoras ficam espaçadas pelo território, dificultando o reabastecimento das tropas e tornando as linhas mais suscetíveis a ataques. Essa tática, embora custosa, ajudou os soviéticos a parar o avanço alemão em Stalingrado. Ela também pode fazer com que as tropas invasoras se estendam de mais em território inimigo, permitindo que um envolvimento duplo empeça a possibilidade de pedir reforços. Essa foi a causa de derrota britânica na Batalha de Cowpens durante a Guerra da Independência dos Estados Unidos da América. Finalmente, mandar tropas de reforço em excesso pode ocasionar numa escassez de tropas de defesa no território do invasor, permitindo um contra-ataque por outras áreas, como aconteceu na Segunda Guerra Púnica.

## Métodos
Existem vários métodos diferentes pelos quais uma invasão pode ocorrer, cada método apresenta argumentos tanto a favor como contra a sua eficácia. Elas incluem invasões por terra, mar, ar, ou qualquer combinação desses.

### Invasão por terra
Invasão por terra consiste na entrada direta de forças armadas em uma área usando conexões de terra previamente existentes, normalmente cruzando fronteiras ou zonas previamente definidas como neutras, por exemplo, zonas desmilitarizadas, esmagando posições e estruturas de defesa. Apesar de essa tática resultar em uma vitória rápida, o movimento de tropas é relativamente lento e sujeito a interrupção devido ao terreno ou ao tempo. Além disso, é difícil esconder planos para esse método de invasão, já que a maioria das entidades geopolíticas cria posições defensivas em áreas que são mais vulneráveis aos métodos descritos acima.
Em guerras modernas, invasões por terra podem ser realizadas após, ou algumas vezes ao mesmo tempo, em que o território invadido é atacado por outros meios. Ataques aéreos e mísseis de cruzeiro lançados por navios são métodos comuns de "suavizar" um alvo. Outras preparações, mais súbitas, podem envolver secretamente o ganho de apoio popular, assassinar figuras políticas ou militares potencialmente ameaçadoras, e fechar a parte das rotas de suprimento que passam por países vizinhos. Em alguns casos, esses outros meios de ataque que apoiam a invasão por terra podem eliminar a necessidade de um assalto por terra; o bombardeio de 1945 no Japão, fez com que as forças Aliadas não tivessem a necessidade de invadir as principais ilhas com tropas de infantaria. Em casos como esse, enquanto algumas tropas são necessárias para ocupar o território conquistado, sua entrada é permitida sobre termos de um tratado e devido a isso não é mais considerada uma força invasora. Enquanto um combate em larga escala e sem o uso de tropas evolui, o imperativo de uma invasão básica por terra se torna menor; frequentemente o combate convencional está efetivamente terminado mesmo antes de chegada da infantaria que toma então um papel de pacificador.

### Invasão por mar

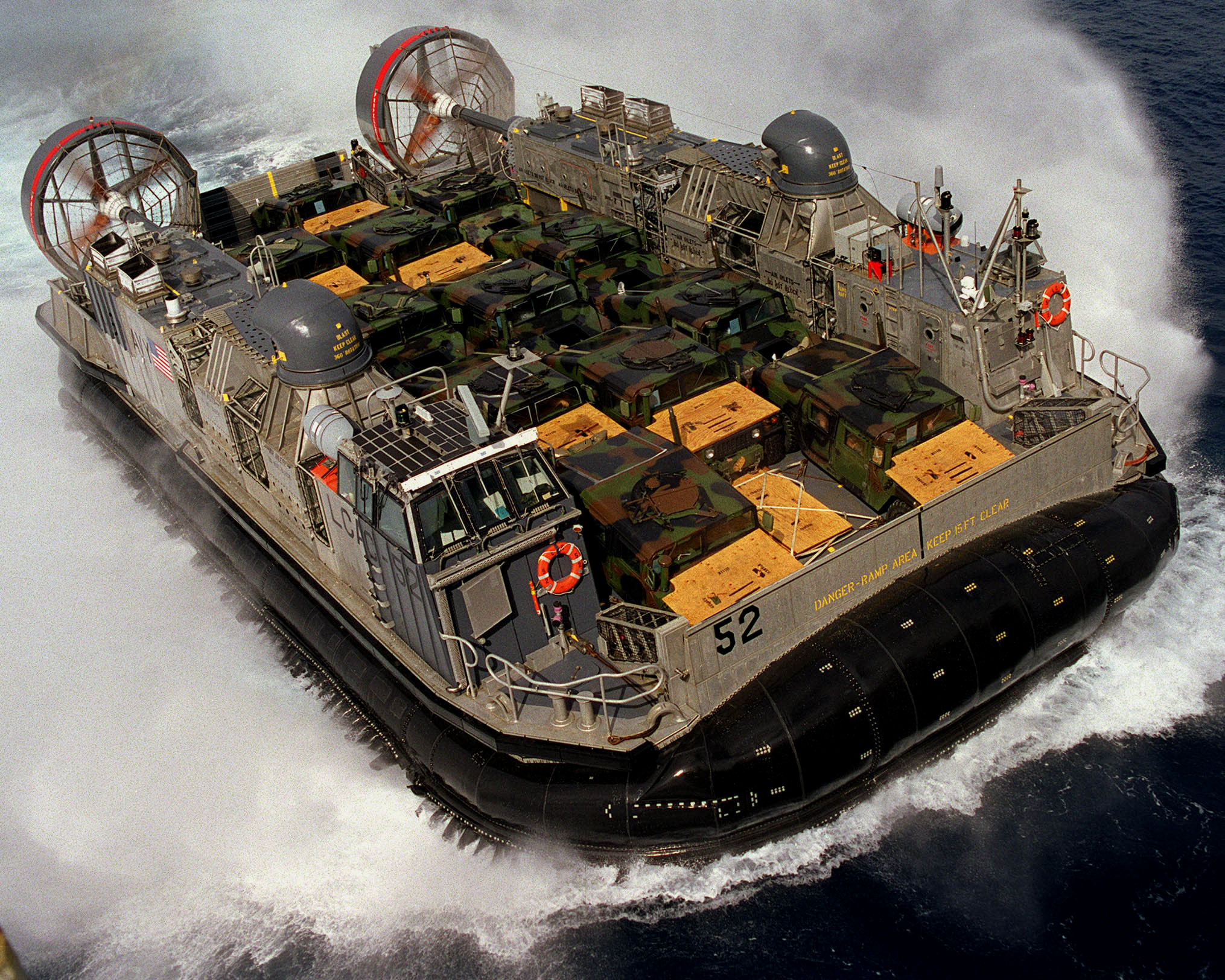
Um LCAC usado para carregar veículos em invasões por mar

Invasão por mar consiste no uso de uma massa de água para facilitar a entrada de forças armadas usando veículos aquáticos em uma área, frequentemente uma massa de terra adjunta a massa de água ou uma ilha. Isso é geralmente usado em conjunto com outro método de invasão, e especialmente antes da invenção do avião, em casos em que não existe outra maneira de entrar no território em questão. Argumentos a favor desse método normalmente consistem na habilidade de realizar um ataque surpresa a partir do mar, ou que as defesas navais da área em questão são inadequadas para repelir esse tipo de ataque. Entretanto, a grande quantidade de equipamentos especializados, como veículos anfíbios e a dificuldade de estabelecer defesas — o que normalmente resulta em um alto número de baixas — em troca do ganho relativamente pequeno, são usados como argumentos contra tal método de invasão. Perigos submersos na água e a falta de boa cobertura são problemas comuns durante invasões por mar. Na Batalha de Tarawa, o desembarque de uma embarcação dos Fuzileiros foi impedida por um recife de corais e o barco foi atacado da praia. Outras embarcações foram afundadas antes mesmo de chegarem à costa, e os tanques que elas carregavam foram perdidos na água. Além disso, a maioria dos sobreviventes do primeiro grupo terminam acuados na praia em frente ao fogo inimigo. A ilha foi conquistada, mas a um alto custo, e as baixas no conflito geraram protestos em massa de civis nos Estados Unidos.

### Invasão por ar

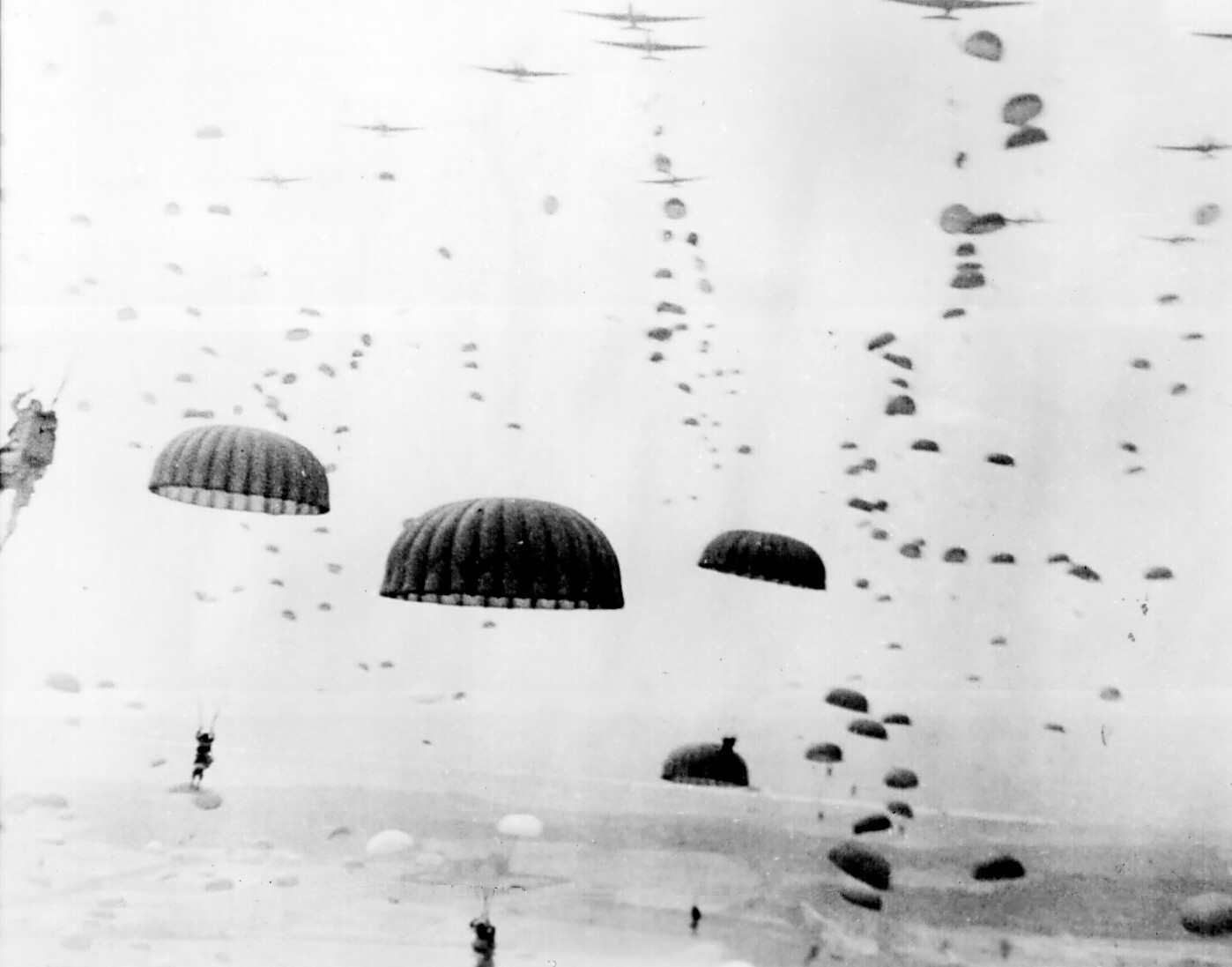
Milhares de paraquedistas pousando durante a Operação Market Garden

A invasão por ar é uma invenção da guerra moderna do século XX. O método envolve mandar unidades militares dentro do território inimigo por meio de aeronaves. As aeronaves ou pousam, permitindo que as unidades militares desembarquem e conquistem seu objetivo, ou sobrevoam o território permitindo que as unidades militares saiam das aeronaves ainda no ar, usando paraquedas ou um dispositivo semelhante para pousar no território sendo invadido. Muitas vezes assaltos aéreos foram usados para "pavimentar o caminho" de invasões por terra ou por mar, tomando posições chaves em partes mais distantes da fronteira, atrás das linhas inimigas, como pontes e encruzilhadas, apesar disso uma invasão exclusivamente pelo ar nunca teve sucesso. Talvez devido a problemas imediatos como o suprimento de provisões e a chegada de reforços. Uma grande força aérea não pode ser adequadamente suprimida sem se encontrar com forças terrestres; e uma força aérea muito pequena simplesmente se coloca numa situação de envolvimento por forças inimigas. Argumentos a favor desse método de invasão geralmente se relacionam com a habilidade de atacar áreas especificas que podem não ser acessíveis por terra ou mar, uma maior chance de surpreender o inimigo conquistando estruturas defensivas, e, em muitos casos, o uso de um menor número de soldados devido ao elemento surpresa. Argumentos contra envolvem a capacidade de realizar uma invasão dessa maneira — como, por exemplo, reunir um número de aviões necessários para transportar um número significativo de soldados, veículos, etc.— e a necessidade de um alto nível de espionagem para ocasionar em uma invasão com sucesso.
Os exemplos mais próximos de uma verdadeira invasão por ar são: a Batalha de Creta, Operação Quinta feira (a segunda operação dos Chindits durante a Campanha de Burma) e a Operação Market Garden. A última foi um assalto nos Países Baixos ocupado pelos Alemães, conduzida em setembro de 1944. Aproximadamente 35 mil homens pularam de paraquedas e planadores dentro de território inimigo em uma tentativa de capturar pontes em controle alemão e abrir caminho para o avanço dos aliados. Entretanto, mesmo com uma força massiva tomando os alemães completamente de surpresa o assalto foi desastroso de um ponto de vista tático, após somente 9 dias de luta os aliados mal conseguiram escapar para suas linhas, tendo sofrido quase 18 mil baixas. No século XXI, devido às melhorias feitas em defesas antiaéreas, a invasão por ar parece ser uma estratégia defasada.

### Pacificação

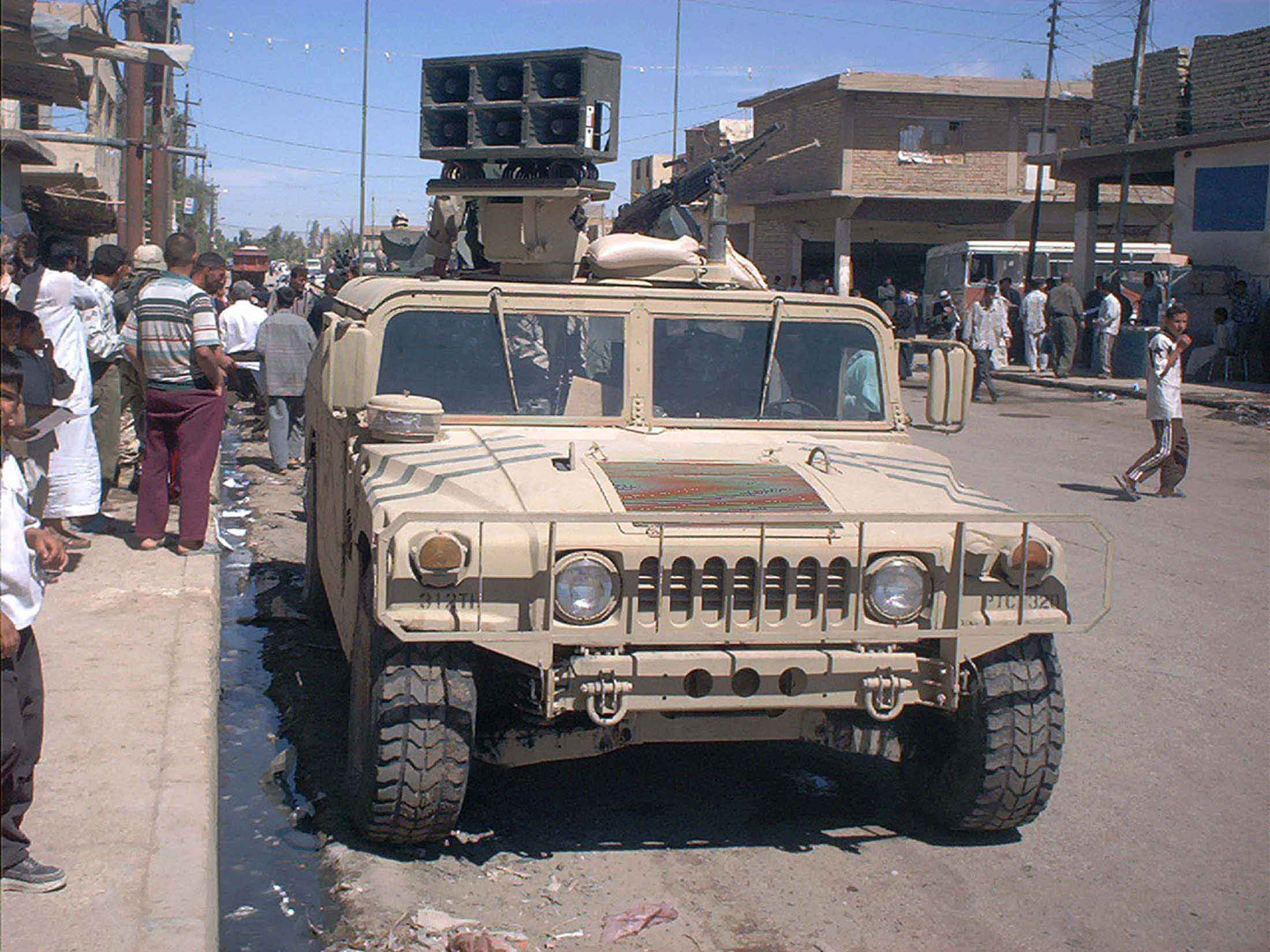
Forças estadunidenses distribuem informações nas ruas de Kut, Iraque

Uma vez que as fronteiras políticas e militares tenham sido quebradas, a pacificação de uma região é o objetivo final, e sem dúvida o mais importante de uma força invasora. Após a derrota do exército regular, ou na falta de um, a oposição contínua as forças invasoras parte ou dos civis ou de movimentos paramilitares de resistência. Realizar a completa pacificação de um território ocupado pode ser difícil, e normalmente impossível, devido a isso o apoio popular é vital para o sucesso de qualquer invasão seguida de pacificação.
O uso de propaganda, como panfletos, livros e programas de rádio podes ser usado para encorajar a resistência a se render ou de dissuadir a população a se juntar a causa. Um método em particular de pacificação, chamado informalmente de "a conquista dos corações e das mentes" (the winning of hearts and minds) é o de reduzir o desejo dos civis de unir-se a movimentos de resistência. Isso pode ser alcançado através de reeducação, permitindo que os cidadãos conquistados participem ativamente do governo, ou, especialmente em áreas pobres ou sitiadas, do fornecimento de alimento, água e abrigo. Algumas vezes a exibições do poderio militar pode ser usado; forças invasoras podem realizar paradas pelo território invadido, na tentativa de demonstrar a futilidade de futuros conflitos. Essas exibições podem também incluir execuções públicas de soldados inimigos, integrantes de grupos de resistência, e conspiradores em geral. Particularmente na antiguidade, a morte ou o aprisionamento de um líder popular era algumas vezes suficiente para gerar uma rápida rendição. Entretanto, isso normalmente tem o efeito intencional de criar mártires sobre os quais uma resistência pode se apoiar e prosperar. Um exemplo, é o de Sir William Wallace, que, mesmo séculos após a sua execução na mão dos ingleses, ainda é um símbolo do nacionalismo escocês.
Muitos fatores devem ser levados em consideração quando a força invasora está decidindo que táticas irá usar durante uma ocupação; quando as decisões erradas são feitas, podem levar a anos (ou até séculos) de resistência continua. Os problemas causados por uma resistência contínua podem ser mínimos se o território conquistado é somente necessário para propósitos táticos por um curto período de tempo, mas podem se tornar extremamente danosos se a intenção dos invasores é a de colonizar a área ou de mantê-la indefinidamente.

## Suporte

### Logística
Sem um fluxo constante de suprimentos, uma força invasora pode ter seu exército enfraquecido e ser forçada a recuar. Antes da sua invasão a Grécia, Xerxes I passou três anos reunindo suprimentos de toda a Ásia; Heródoto escreveu que o exército Persa era tão grande que "secava os rios que bebia".
Na maioria das invasões, até em épocas modernas, muitos dos suprimentos perecíveis eram reunidos dos próprios territórios invadidos. Antes das Leis da Guerra, invasores frequentemente dependiam de suprimentos que eles iriam confiscar das cidades conquistadas durante a campanha de invasão. No decorrer da Segunda Guerra Púnica, por exemplo, Aníbal desviou seu exército de seu objetivo principal para conquistar cidades coletando seus suprimentos; a estratégia de Aníbal de cruzar os Alpes demandava realizar uma viagem com o menor número de provisões possíveis, esperando que os armazéns romanos sustentassem seu exército uma vez que eles tivessem atravessado a fronteira. A tática terra arrasada usada na Rússia forçou os exércitos de Napoleão a baterem em retirada devido a falta de suprimentos e abrigo. Atualmente, as Leis da Guerra Terrestre proíbem saques e o confisco de propriedade privada, mas suprimentos locais, especialmente perecíveis, podem ser comprados quando possível para o consumo por parte das forças de invasão. Suprimentos também podem ser transportados por aviões e jogados por paraquedas para suprir exércitos sitiados. Enquanto as regras de combate tornam-se mais estritas, as necessidades da guerra tornam-se mais numerosas; além de comida, água, abrigo, e munição, militares contemporâneos necessitam de combustível, baterias, peças mecânicas sobressalentes, equipamentos eletrônicos e muitas outras coisas. Nos Estados Unidos, a Agência de Logística de Defesa emprega aproximadamente 22 mil civis com o único objetivo de suporte logístico, e 30 000 soldados graduados da Academia de Gerenciamento Logístico do Exército dos Estados Unidos a cada ano.

### Comunicação

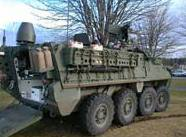
Centro móvel de comunicação de satélite

Outro fator a ser considerado é a importância de a liderança da força invasora ter a capacidade de comunicar-se com seu exército. Na antiguidade, isso significava na maioria das vezes, que o rei precisava comandar o exército em pessoa para ter certeza de que seus comandos seriam seguidos, como foi o caso de Alexandre, o Grande. Naquela época, as habilidades necessárias para liderar tropas em batalhas eram tão importantes quanto às habilidades necessárias para administrar um país em épocas de paz. Quando era necessário que o rei se afastasse, mensageiros eram encarregados de relatar o progresso das campanhas e ou batalhas, normalmente a cavalo ou, no caso da Batalha de Maratona, correndo.
Quando possível, barcos a vela eram usados para repassar informações pelo mar. O HMS Pickle trouxe a Bretanha as primeiras notícias de que Nelson havia derrotado as forças francesas na Batalha de Trafalgar.
O desenvolvimento do Código Morse, e posteriormente as comunicações de voz por rádio e satélite, permitiram que até pequenas unidades mantivessem contato com a maior e principal força de invasão, para verificar ordens ou pedir apoio de artilharia e ataques aéreos. Essas comunicações foram críticas para a estratégia alemã do Blitzkrieg, já que comandantes de infantaria reportavam posições de defesa para tanques e bombardeiros.

## Aplicações relacionadas a combatentes não estatais
Nos séculos XX e XXI, questões relacionadas a efetividade de uma estratégia de invasão em neutralizar combatentes não estatais, algumas vezes chamada de – especialmente nos EUA – “quarta geração das leis de combate”. Nesse caso, um ou mais grupos de combatentes não são controlados por um governo estatal centralizado, mas por uma liderança independente. Esses grupos podem ser formados por civis, agentes estrangeiros, mercenários, políticos, líderes religiosos ou membros de um exército regular. Esses grupos agem em pequenos números, não são confinados por fronteiras, e não dependem necessariamente de um direto suporte do estado. Grupos como esse não são facilmente derrotados pelas invasões tradicionais, ou até pela ocupação constante; o exército regular de um país pode ser derrotado, seu governo pode ser substituído e apesar disso o combate assimétrico realizado por esses grupos pode continuar indefinidamente. Devido ao fato de que forças armadas regulares não apresentarem a flexibilidade e independência de pequenas células secretas, muitos acreditam que o conceito de uma poderosa força invasora cria na verdade desvantagens.
Uma Teoria oposta defende que, em resposta a ideologias extremistas e governos injustos, uma invasão pode mudar o governo e reeducar as pessoas, fazendo com que a resistência prolongada seja improvável, prevenindo futuros atos de violência. Essa teoria admite que essas mudanças podem levar tempo – gerações, em alguns casos – mas defende que benefícios imediatos ainda podem ser ganhos, reduzindo o número de membros, e cortando linha de suprimentos de células secretas. Proponentes da estratégia de invasão em tais conflitos mantém a ideia de que uma forte força de ocupação pode ainda ter sucesso a nível tático, reunindo várias pequenas vitórias, similar a uma guerra de exaustão.
Debate contemporâneo sobre esse assunto é ainda recente; nenhum lado pode afirmar saber com certeza quais estratégias irão eventualmente serem efetivas em derrotar combatentes não estatais. Oponentes da estratégia da invasão apontam para uma ausência de casos nos quais as forças de ocupação ou a manutenção da paz tenham apresentado sucessos conclusivos. Eles também citam conflitos contínuos, como os daIrlanda do Norte, Israel, Chechênia, e Iraque, e também como exemplos em que eles alegam que as ocupações falharam, como no Líbano, e no Afeganistão. Defensores da estratégia de invasão defendem que afirmar que essas ocupações falharam é uma atitude precipitada, e que paciência é necessária para o a realização dos desfechos dos planos de ocupação. Alguns dizem que as próprias invasões têm, de fato, sido efetivas, mas que oponentes políticos e a mídia internacional e distorcem os fatos pelo ganho político e sensacionalista.

## Desfecho
Os desfechos de uma invasão podem variar de acordo com os objetivos das forças invasoras e das forças de defesa, o sucesso da invasão ou da defesa, e a presença ou ausência de um acordo entre os partidos em conflito. O desfecho mais comum é a perda de território, geralmente acompanhado por uma mudança no controle do governo e frequentemente a facção derrotada perde controle direto desse governo. Isso resulta, algumas vezes, na transformação do país em um estado cliente, frequentemente acompanhado de exigências, como o pagamento de tributos e compensações para a facção vitoriosa. Em outros casos os resultados de uma invasão de sucesso podem simplesmente ser o retorno do status quo; isso pode ser visto na guerra de exaustão, quando a destruição de suprimentos e a baixa de soldados são os objetivos estratégicos principais, ou quando uma nação previamente derrotada e atualmente ocupada por uma terceira facção agressiva é restaurada ao controle de seus afazeres de estado (ex. A Europa ocidental seguindo os desembarques na Normandia em 1944, ou Kuwait seguindo a derrota do Iraque em 1991). Em alguns casos, a invasão pode ser estrategicamente limitada a uma área geográfica, que é "talhado" em um estado separado como na Guerra de libertação de Bangladesh em 1971.

## Recordes de invasões planejadas
Muitos recordes de invasões foram estabelecidos durante a Segunda Guerra Mundial, no auge da segunda e terceira geração das leis de combate. Os vastos números dos exércitos envolvidos combinado com as táticas e tecnologias inovadoras levaram a invasões em proporções nunca antes vistas.
A maior invasão por terra na história foi a Operação Barbarossa em 1941, no qual 4 milhões de tropas alemães usando a tática blitzkrieg invadiram a União Soviética. Inicialmente os alemães avançaram com grande facilidade e praticamente capturaram Moscou, eles também sitiaram Leningrado, mas logo se viram lutando contra o temido inverno russo e também contra uma firme resistência soviética, o avanço alemão foi subsequentemente parado em Stalingrado no início de 1943.
Não se deve também esquecer a subsequente invasão da Alemanha Nazista e seus aliados do leste europeu pela União Soviética. Lutando desde Stalingrado e Moscou, os Soviéticos derrotaram grande parte dos exércitos do Eixo e conseguiram aproximar-se e efetivamente tomar Berlim em 2 de maio de 1945, 6 dias antes da rendição incondicional da Alemanha Nazista
Na maior invasão anfíbia da história, 156 215 tropas dos Aliados desembarcaram na Normandia para retomar a França ocupada por forças alemãs. Embora tenha sido custosa em termos de material e de soldados, a invasão avançou o Front ocidental e forçou a Alemanha a redirecionar suas forças dos fronts na Rússia e da Itália.

## Outros exemplos de invasões históricas significativas

### Invasão do Reino de Israel pelos Assírios
Sargão II, durante o curso da conquista de muito do que hoje é denominado de Oriente Médio, derrotou o Reino de Israel em 722 a.C. e condenou seus habitantes ao exílio. Essa conquista foi antecedente as futuras conquistas por parte dos gregos e romanos e, posteriormente, as Cruzadas. Até este dia, a região permanece em conflito.

### Invasão Persa da Grécia
Em 480 a.C, Xerxes I moveu seus exércitos contra a confederação (não tanto unida) de cidades-estados no que é hoje a atual Grécia. Uma das batalhas mais famosas da guerra, lutada em Termópilas, é um exemplo antigo do uso de um terreno estreito para vantagem tática. Embora o exército de Xerxes possuísse superioridade numérica – estimativas modernas estimam 250 mil soldados- os gregos foram capazes de defender sua posição por dias usando uma estreita passagem nas montanhas para retardar o avanço persa. A invasão também demonstrou a importância da comunicação e de rotas de suprimento; embora as batalhas em terra do exército de Xerxes tenham sido vitoriosas, os gregos conseguiram cortar o apoio naval e os persas foram forçados a recuar. A invasão posteriormente unificou várias das cidades-estados, iniciando o germe da formação da nação grega.

### Conquista Macedônica do Império Persa
Em 323 a.C., Alexandre, o Grande comandou seus exércitos na Pérsia, derrotando Dario III, conquistando a Babilônia, e tomando controle do Império Persa. A influência de Alexandre em misturar culturas levou a Era Helenística da Mesopotâmia e do Norte da África.

### As conquistas Árabes
Seguindo a unificação da península árabe em 632 por Maomé, seus sucessores, os Califas iniciaram uma série de invasões os Oriente Médio, norte da África, Sul da Europa. Durante um pouco mais que um século, essas conquistas trouxeram muito do mundo antigo sobre o domínio Árabe.

### A invasão normanda da Inglaterra
A invasão da Inglaterra em 1066 por Guilherme, o Conquistador, e a batalha decisiva que ganhou a guerra, a Batalha de Hastings, causariam efeitos profundos no desenvolvimento social e histórico da Bretanha, e na língua inglesa.

### As Cruzadas
Em uma série de nove grandes invasões de 1095 a 1291, a Igreja Católica e vários estados europeus tentaram conquistar a Terra Santa para o cristianismo e acabar com o domínio islâmico, com sucesso variado até a queda de Acre em 1291. Enquanto Jerusalém mudava de mãos e os europeus eram forçados a constantemente recuar e avançar, estradas ao Levante foram restabelecidas e a mistura de culturas em uma larga escala ocorreu pela primeira vez em séculos.

### Invasão da China por Gengis Cã
De 1206 até sua morte em 1227, Gengis Cã orquestrou uma série de invasões que uniram muito da Ásia. Dependendo muito de sua cavalaria, as hordas mongóis eram capazes de viajar rapidamente e muito bem equipados. Em 1368, o Império Mongol era o maior império contínuo da história, compreendendo 35 milhões de quilômetros quadrados de território espalhados pelo continente. Sua invasão ao oeste da China criou a Dinastia Yuan, e sua invasão ao leste da Rússia de Quieve ligou a Europa e a Ásia restabelecendo a Rota da Seda.

### Conquista do Império Asteca
O remanescente do Império Asteca foi destruído em Tenochtitlan em 1521, por uma combinação de forças espanhóis e indígenas. Ajudados por 2 000 guerreiros Tlaxcala locais, Fernando Cortez marchou em direção à cidade. Embora eles tenham sido expulsos, retornaram com navios e sitiaram a capital. E embora uma epidemia de varíola tenha caído sobre os Astecas os prejudicando consideravelmente, a conquista de Cortez foi o ponto alto da estratégia espanhola nas Américas: Ele fazia promessas para arregimentar aliados, e ele combinou tecnologia superior com paciência enquanto atacava Tenochtitlan do mar. Os atos de Cortez abriram as portas para a colonização espanhola do continente Mesoamericano.

### Invasão francesa da Rússia
Em 1812, Napoleão comandou seu Grande Armée (grande exército) a Rússia. Até aquele momento, sua força invasora de 691 500 homens era a maior já reunida, e por várias semanas o Exército Russo não podia fazer nada além de recuar para ganhar tempo. A primeira grande batalha entre os dois exércitos, no perímetro de defesas em Borodino, foi um dos dias mais sangrentos da história da humanidade, com estimativas de pelo menos 65 mil baixas. E embora o recuo russo tenha permitido a tomada de Moscou pela França, o exército estava totalmente desgastado sem suprimentos ou abrigo. Napoleão foi forçado a recuar. Apesar dessa invasão não ter sido a derrocada de Napoleão, tem como crédito a fermentação de um poderoso patriotismo na Rússia que iria levar a um fortalecimento da nação nos séculos XIX e XX.

### Colonialismo e Imperialismo europeu
No século XV, as nações cristãs da Europa iniciaram a era moderna do colonialismo com a “era dos descobrimentos”, lideradas pela colonização espanhola das Américas e pelo Império Português nas Américas, ao longo da costa africana, no Oriente Médio, Índia e o leste asiático. A Igreja Católica Romana teve um papel importante nessas atividades ultramarinas, aproveitando-se dos grandes lucros trazidos pelo comercio e pelas riquezas como minas de ouro e prata que permitiram o financiamento de guerras custosas e de caráter religioso na Europa. Durante os séculos XVI e XVII, a Bretanha, a França e os Países Baixos estabeleceram seus próprios impérios ultramarinos em direta competição entre si como também com os dos Ibéricos, enquanto o Império Russo (parte continental) expandia-se através da Ásia central. Essas atividades resultaram nas invasões do subcontinente indiano para estabelecer as extensas colônias europeias na Índia, a invasão da África chamada de “A disputa pela África” e a colonização do Arquipélago Malaio. No século XIX, os alemães e os italianos também se juntaram as outras nações, iniciando uma terceira série de invasões que iriam subjugar pessoas e economias nativas, e expandir o território controlado pelos europeus no globo.
A Descolonização iniciou-se no século XIX e foi continuada somente após a Segunda Guerra Mundial ter deixado os Impérios Europeus enfraquecidos e lutando para subjugar as resistências nativas ao longo de seus vastos impérios. Debates sobre o impacto positivo vs. o negativo e a avaliação do colonialismo e a colonização – como, por exemplo, a cristianização colonial, o genocídio, a dívida do terceiro mundo e escravidão – sobre o colonizador e o colonizado, continuam a moldar as políticas nacionais e globais atualmente.

### Invasão do Kwait
Em agosto de 1990 as tropas do Iraque, sob a liderança de Saddam Hussen, invadiram e anexaram o Kwait. As alegações de Saddam foram várias: questões fronteiriças mal resolvidas entre os dois países; a de que o Kwait estaria extraindo petróleo do subsolo iraquiano; o Kwait estaria fornecendo petróleo em excesso no mercado internacional, o que derrubou o preço do produto, prejudicando a economia iraquiana; e além disso, o Kwait era credor de boa parte da dívida externa iraquiana, que havia aumentado muito durante a guerra contra o Irã nos anos 80.
Após diversas tentativas em vão de resolver a crise de forma diplomática, em 17 de janeiro de 1991 teve início a Operação Tempestade no Deserto, liderada pelos Estados Unidos e seus aliados. Em pouco menos de dois meses de guerra, o Kwait foi libertado e as tropas iraquianas, expulsas do país.